# Tatort: Allmächtig
Allmächtig ist ein Fernsehfilm aus der Krimireihe Tatort. Der vom Bayerischen Rundfunk produzierte Beitrag ist die 890. Tatort-Episode und wurde am 22. Dezember 2013 im Ersten Programm der ARD erstgesendet. Regie führte der Oscarpreisträger Jochen Alexander Freydank.
Das Münchner Ermittlerduo Batic und Leitmayr ermitteln ihren 66. Fall im Umfeld einer skrupellosen Unterhaltungsindustrie.

## Handlung
Der Fernsehjournalist und Entertainer Albert A. Anast erscheint nicht zu seiner eigenen Party – er ist vor drei Tagen unter ungeklärten Umständen verschwunden. Er hatte bereits wegen seiner umstrittenen Reality-Show im Internet, in der Menschen rücksichtslos bloßgestellt werden, anonyme Morddrohungen erhalten. Ines Lohmiller, Teilhaberin des TV-Senders, ruft die Polizei zu Hilfe, die zunächst versucht, sich ein Bild von Anast und seinem Umfeld zu machen. Batic und Leitmayr sprechen mit seiner Freundin Sarah Möltner, die gerade dabei ist, sich von Anast zu trennen. Sein Verschwinden wertet sie nur als ein bisschen Publicity vor seiner Show.
Anast hatte einen Termin bei der ehemaligen Finanzbeamtin Maria Kohlbeck. Batic und Leitmayr wollen die Frau aufsuchen, die am Messie-Syndrom leidet. Als sie dort ankommen, finden sie sie mit einem Messer im Körper tot in ihrer Wohnung. Der zuständige Pfarrer weiß um die Hintergründe des Abstiegs der Frau, die durch die negative Mediendarstellung ihre Arbeitsstelle verloren hat. So vermuten die Ermittler, dass Anast möglicherweise bei ihr war und die Unterhaltung so aus dem Ruder gelaufen ist, dass er sie erstochen hat und nun untergetaucht ist.
Kurz darauf wird das Auto von Anast verlassen auf einer kleinen Gebirgsstraße gefunden. Massive Blutspuren deuten darauf, dass er schwer verletzt sein muss. Batic und Leitmayr fordern eine Suchmannschaft mit Hunden an, die Anast unter einer Brücke tot auffindet. Er hat verschiedene Schnittwunden, Fesselspuren und ist dann mit einem Hammer erschlagen worden.
Die Ermittler suchen im Umfeld weiterer TV-Opfer, die durch Anasts Berichte in Verruf geraten sind. Dabei stoßen sie auf Mario Schröder, der vorbestraft ist und von dessen IP-Adresse einige der E-Mails mit Morddrohungen geschickt wurden. Er wird befragt, kann jedoch für den Tatzeitraum ein Alibi vorweisen. Schröder erwähnt dabei, dass auch Pfarrer Fruhmann den Nachstellungen von Anast ausgeliefert war. Batic und Leitmayr befragen ihn und er gibt an, auch Schwachstellen zu haben. Er habe zu anderen Anast-Opfern Kontakt aufgenommen, um ihnen beizustehen. In einer Art Selbsthilfegruppe konnte er ihnen Kraft geben.
Die Spurensicherung kann im Haus von Maria Kohlbeck kein Blut von Anast nachweisen, dafür jedoch Blutspuren einer fremden Person. Die Ermittler schließen daraus, dass er nicht allein dort war, und dass es möglicherweise auch Filmaufnahmen davon gibt. Sie sehen sich in Anasts Wohnung um und ertappen den Kameramann Fritz Kreininger, der gerade die Speicherkarte mit den Aufnahmen verschwinden lassen will. Darauf sind die Geschehnisse im Hause Kohlbeck festgehalten, und es ist zu sehen, wie Maria Kohlbeck mit einem großen Küchenmesser Anast bedroht, dabei den Kameramann verletzt und am Ende selber in das Messer stürzt.
Olivenöl- und Zimtspuren, die die Spurensicherung in der Hand des toten Anast nachgewiesen hat, deuten auf ein religiöses Ritual. So sehen sich die Ermittler noch einmal bei Pfarrer Fruhmann um. Dabei entdecken sie im Zimmer des jungen Pater Rufus, der gemeinsam mit dem Pfarrer seinen Dienst in der Gemeinde leistet, Bücher über Exorzismus. Der Pater selber ist nicht da, nach einem Streit mit Pfarrer Fruhmann ist er vermutlich auf eine Hütte in den Bergen gefahren. Dort entdecken Batic und Leitmayr eindeutige Spuren einer exorzistischen Zeremonie, die Anasts Schnitt- und Fesselverletzungen erklären. Pater Rufus ist aber nicht dort, sondern weiter dabei, das Böse in der Welt zu bekämpfen. So hat er sich am Abend in Anasts Firma begeben, zwei der Mitarbeiter gefesselt und das Gebäude angezündet. Er selber hat sich im Aufnahmeraum eingeschlossen und will in den Flammen sterben. Doch Batic kann ihn retten. Rufus gibt an, dass er Anast nur helfen und vom Bösen befreien wollte. Hier im Studio sei die Wurzel des Übels, das müsse ebenso zerstört werden.

## Hintergrund
Der Film wurde vom 2. Juli bis zum 1. August 2013 in München gedreht. Bereits Ende August 2013 stellte der Bayerische Rundfunk ein Making-of als knapp fünfminütiges Video auf YouTube ein. Gregor Weber, der jahrelang den Saarbrücker Tatort-Ermittler Stefan Deininger gespielt hat, tritt hier in einer Gastrolle auf.

## Rezeption

### Kritiken
Die Wertungen zu dieser Tatortepisode sind vorwiegend positiv.
So urteilt Torben Richter in der Berliner Zeitung: „Ein toller Tatort mit vielen verschiedenen Facetten und spannendem Showdown in der ehemaligen Fabrikhalle. Etwas unverständlich bleibt nur, warum ein Tatort, der im Hochsommer spielt, kurz vor Weihnachten ausgestrahlt wird.“
Im Stern bewertet Annette Berger diesen Tatort als „eine spannend erzählte Geschichte, die verschiedene Arten des Voyeurismus durchspielt. Auch der Zuschauer wird in die Falle gelockt, sich am Elend gescheiterter Existenzen zu ergötzen. Eigentlich soll man solche fiesen Clips ja nicht gucken – macht es aber trotzdem gern. Der Fall steuert grandios auf einen Showdown zu, in der die Schuldigen in einer Art Höllenfeuer schmoren. […] Kurz vor Heiligabend ist dieser Fall eine teuflisch-gute Krimi-Unterhaltung.“

„Man könnte die Münchner 'Tatort'-Episode 'Allmächtig' leicht als billige Abrechnung mit den Niederungen des Privat- und des Internetfernsehens abtun. Die Öffentlich-Rechtlichen als Gralshüter des guten und gerechten Fernsehens? Nein, bei aller plakativen Ausschmückung schwingt in dieser grellen Krimi-Groteske auch das Wissen darüber mit, wie unauflöslich die Verflechtungen zwischen den unterschiedlichen Sphären des deutschen Fernsehens heute sind.“

„Die Skrupellosigkeit des Reporters ist so aufgesetzt wie die Hilflosigkeit seiner Opfer, die Kritik an der Verrohung der Sitten in Kommerzmedien und Billig-TV so erwartbar wie plump. Und die Auflösung ist sinnlos pathetisch. Die meisten Münchner Tatorte sind Pflichtprogramm, diesen kann man sich sparen.“

Ernst Corinth meint in der Wolfsburger Allgemeine Zeitung: „Obwohl der Zuschauer recht schnell die Hintergründe des Falls ahnt, ist der Film nie langweilig. Dafür ist er einfach zu gut erzählt und von Jochen Alexander Freydank […] auch optisch zu überzeugend inszeniert.“
Ähnlich urteilt Hans Hoff bei dwdl und schreibt: „Das ist mit all seinen vielen Verästelungen mal wieder ein richtig guter Krimi. Einer, der sein Tempo zu variieren weiß, der Ruhe hat und auch vor ein bisschen gekonnter Action nicht zurückschreckt. Einer, der auch explizite Bilder von Maden auf der Haut und Rattenbissen einzuordnen versteht. Einer, nach dem man aufsteht und sagt „Hätt’ ich nicht gedacht.“ Großes Kino in der ARD.“
Die Kritiker der Fernsehzeitschrift TV-Spielfilm urteilen wie folgt: „Zynische Sendeformate, die für ihren Erfolg über Leichen gehen: Auf diese Auswüchse der Branche hat es Regisseur Freydank (Kurzfilm-Oscar-Gewinner 2009) in seinem bissigen und spannenden "Tatort" abgesehen.“
Und die Schweriner Volkszeitung: „Ein mystischer, bildgewaltiger und am Ende lodernder ’Tatort’, der trotz seiner religiösen Überhöhung von Nemec und Wachtveitl jederzeit domestiziert wurde. Klasse!“

### Einschaltquoten
Die Erstausstrahlung von Allmächtig am 22. Dezember 2013 wurde in Deutschland von 8,30 Millionen Zuschauern gesehen und erreichte einen Marktanteil von 22,9 % für Das Erste.